# Gare d'Ay
La gare d'Ay est une gare ferroviaire française de la ligne d'Épernay à Reims, située sur le territoire de la commune d'Aÿ-Champagne, dans le département de la Marne, en région Grand Est.
C'est une halte de la Société nationale des chemins de fer français (SNCF), desservie par des trains TER Grand Est.

## Situation ferroviaire
Établie à 76 m d'altitude, la gare d'Ay est située au point kilométrique (PK) 144,684 de la ligne d'Épernay à Reims, entre les gares d'Épernay et de Germaine.

## Histoire
La ligne d’Épernay à Reims est adjugée à la Compagnie du chemin de fer de Paris à Strasbourg le 17 décembre 1845 comme embranchement de la ligne principale de cette compagnie. La ligne de Paris-Est à Strasbourg via Épernay fut mise en service par étapes de 1849 à 1852 ; l’embranchement vers Reims fut quant à lui inauguré aux voyageurs le 5 juin 1854. Entre-temps, le 21 janvier 1854, la Compagnie du chemin de fer de Paris à Strasbourg est, par fusion, devenue la Compagnie des chemins de fer de l'Est. 

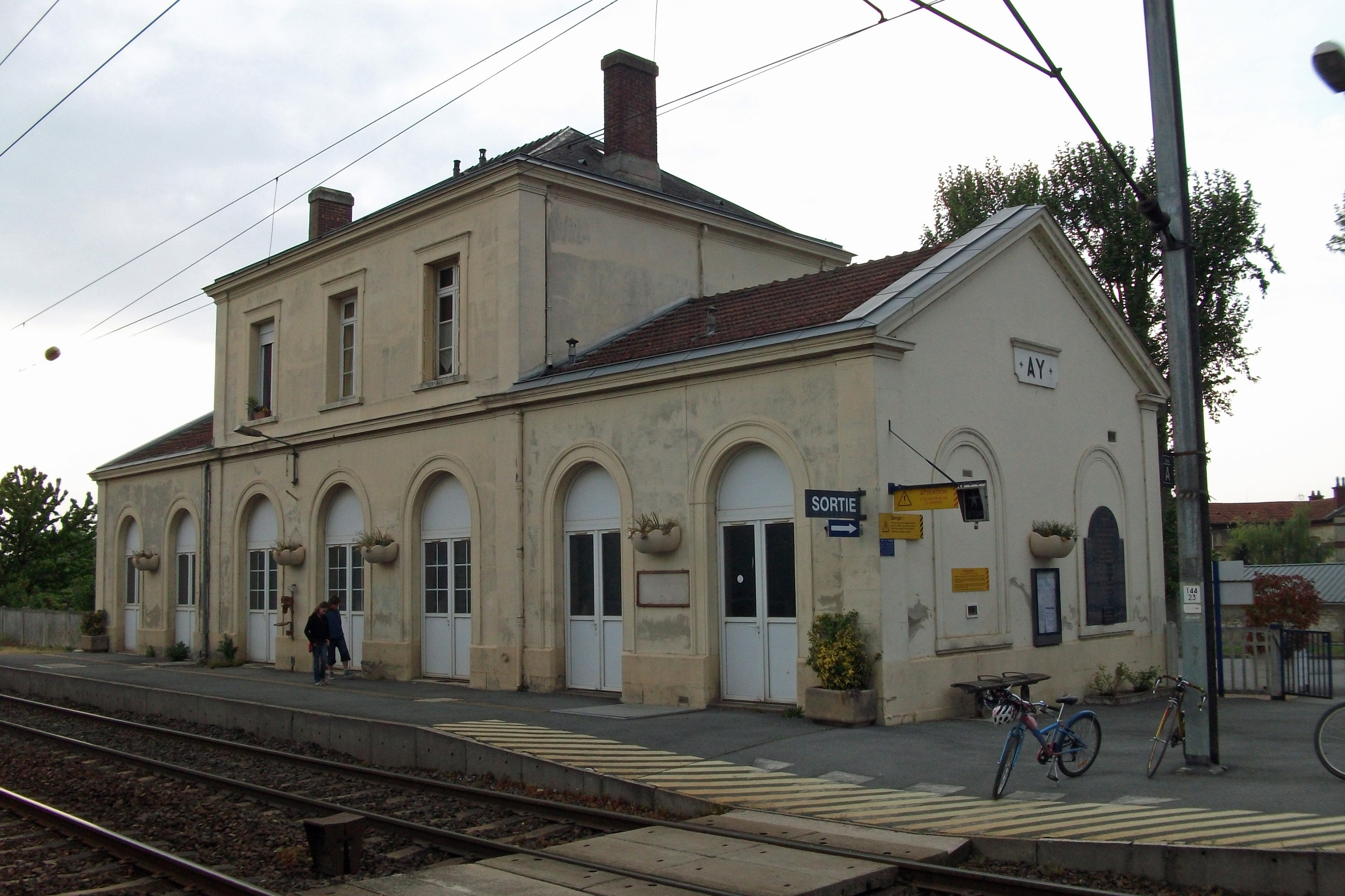
Le bâtiment voyageurs, côté voies.

Le bâtiment voyageurs de style néoclassique, est typique des gares de la Compagnie du chemin de fer de Paris à Strasbourg ; il correspond au type 5 dans la classification des Chemins de fer de l'Est.
Ce bâtiment est du même type que les gares d'Avenay et de Rilly-la-Montagne et ressemble fortement aux gares de la ligne de Paris-Est à Strasbourg-Ville situées entre Strasbourg et Vitry-le-François. Celui de la gare d'Ay comporte deux ailes de deux travées.

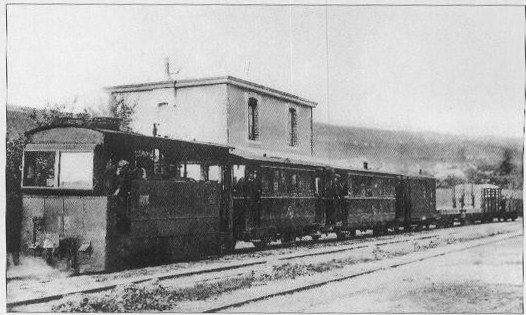
Train des CBR devant la gare CBR d'Ay

Ay fut également desservie par une ligne de chemin de fer secondaire à voie métrique des chemins de fer de la Banlieue de Reims (CBR) reliant Épernay à Ambonnay de 1905 à 1933 ; elle possédait sa propre gare.
Le 7 novembre 1988, le train reliant Luxembourg à Paris percute une draisine à la suite d'une erreur d'aiguillage. L'accident qui a fait 9 morts et 13 blessés faisait suite à trois autres accidents dont deux étaient sur les lignes de l'est.

## Fréquentation
Selon les estimations de la SNCF, la fréquentation annuelle de la gare figure dans le tableau ci-dessous.
| Année     | 2015   | 2016   | 2017   | 2018   | 2019   | 2020   | 2021   | 2022   | 2023   | 2024   |
| --------- | ------ | ------ | ------ | ------ | ------ | ------ | ------ | ------ | ------ | ------ |
| Voyageurs | 64 703 | 67 550 | 67 310 | 59 687 | 58 894 | 42 312 | 41 948 | 49 087 | 57 371 | 56 169 |

## Service des voyageurs

### Accueil
Halte SNCF, c'est un point d'arrêt non géré (PANG) à entrée libre. Elle est équipée d'automates pour l'achat de titres de transport.

### Desserte
Ay est desservie par des trains TER Grand Est qui effectuent des missions entre les gares d'Épernay et de Reims.

### Intermodalité
Un parc à vélos et un parking pour les véhicules sont aménagés.